# Мартин Квятковський
Мартин Квятковський (пол. Marcin Kwiatkowski), інакше званий Плахта (пол. Płachta); р. н. ? — 1585) — польський письменник, перекладач, історик і географ, жив за правління Стефана Баторія.

## Біографія
Переклав на польську мову ряд релігійних праць. Був секретарем щодо польських справ при дворі герцога Альбрехта Фрідріха в Кенігсберзі.
Перейшов у кальвінізм, в результаті чого впав у немилість, його твори зазнали переслідувань і тому, ймовірно, становлять бібліографічну рідкість.

## Публікації
- «Wyznania wiary chrześcijańskiej» (переклад, 1561),
- «Książeczki rozkoszne a wielu i użyteczne o poczciwiem wychowaniu i w rozmaitych wyzwolonych naukach ćwiczeniu etc.» (Królewiec 1564),
- «Wszystkiej Liflandzkiej ziemie, jako przedtém sama w sobie była, krytkie a pożyteczne opisanie» (Królewiec 1567),
- «De latissimo usu et maxima utilitate linguae Slavonicae» (Królewiec 1569),
- «Libellus sive praefatio in Serenissimam Jagellonissam nativam Genealogiam» (1577),
- «Nadobna pieśń o błogosławionym a najjaśniejszym Stefanie Monarsze Polskim» (1577).

## Ресурси Інтернету
- Próbka twórczości — fragment dzieła «Książeczki…»